# Кипар на Песми Евровизије
Кипар учествује на избору за Песму Евровизије од 1981. године, а на том дебитантском наступу земљу је представљала група Ајланд са песмом Моника и освојила одлично 6. место. Од тада Кипар је пропустио само три учешћа на такмичењу (1988, 2001 и 2014). Најбољи резултат ове земље је 2. место које је 2018. заузела Елени Фуреира са песмом Fuego.
Носилац права за избор представника Кипра на овом такмичењу је јавни медијски сервис Радио-телевизија Кипра (грч. Ραδιοφωνικό Ίδρυμα Κύπρου; РИК).

## Историјат
Након дебитантског наступа на такмичењу 1981. кипарски представници су редовни учесници Песме Евровизије, а такмичење су пропустили у само два наврата. Кипар није учествовао на такмичењу 1988. након што се испоставило да је песма која је одабрана за учешће била пријављена (али не и одабрана) за национални избор 1984. што се косило тадашњим правилима РИК-а, те 2001. као последица лоших резултата у претходном петогодишњем периоду.
Највећи део песама отпеван је на грчком или енглеском језику, изузев такмичења 2000. када је песма Номиза отпевана у билингуалној верзији на грчком и италијанском језику, и песме Comme Ci, Comme Ça из 2007. коју је Евридики у целости отпевала на француском језику.

### Гласање
Када је гласање у питању, Кипар у готово свим ситуацијама максимум бодова додељује Грчкој, и обрнуто.
Последњи изузетак се десио 2015. када је Грчкој додељено 8 поена, док је Грчка последњи пут доделила Кипру мање од 12 бодова 2015. (10 бодова). Са друге стране, Кипар и Турска нису размењивали поене све до 2003. године када је кипарска публика по први пут у историји доделила 8 бодова тадашњој турскј представници и победници те године Сертаб Еренер.

## Досадашњи резултати
| Година | Извођач                                   | Песма                             | Финале            | Поени             | Полуфинале      | Поени           |                 |
| ------ | ----------------------------------------- | --------------------------------- | ----------------- | ----------------- | --------------- | --------------- | --------------- |
| 1981.  | Ајланд                                    | Моника (Μόνικα)                   | 6.                | 69                |                 |                 |                 |
| 1982.  | Ана Виси                                  | (Μόνο η αγάπη)                    | 5.                | 85                |                 |                 |                 |
| 1983.  | Ставрос Сидерас & Констандина Констандину | (Η αγάπη ακόμα ζει)               | 16.               | 26                |                 |                 |                 |
| 1984.  | Енди Пол                                  | Ана Марија Лена (Άννα Μαρία Λένα) | 15.               | 31                |                 |                 |                 |
| 1985.  | Лија Виси                                 | (Το κατάλαβα αργά)                | 16.               | 15                |                 |                 |                 |
| 1986.  | Елпида                                    | (Τώρα ζω)                         | 20.               | 4                 |                 |                 |                 |
| 1987.  | Алексија                                  | (Άσπρο-μαύρο)                     | 7.                | 80                |                 |                 |                 |
| 1988.  | Јанис Димитру и Скот Адамс                | Thimame                           | Одустали су       | Одустали су       |                 |                 |                 |
| 1989.  | Јанис Савидакис & Фани Полимери           | (Απόψε ας βρεθούμε)               | 11.               | 51                |                 |                 |                 |
| 1990.  | Анастазио                                 | (Μιλάς πολύ)                      | 14.               | 36                |                 |                 |                 |
| 1991.  | Елена Патроклу                            |                                   | 9.                | 60                |                 |                 |                 |
| 1992.  | Евридики                                  | (Ταιριάζουμε)                     | 11.               | 57                |                 |                 |                 |
| 1993.  | Киријакос Зимбулакис& Димос Ван Беке      | (Μη σταματάς)                     | 19.               | 17                |                 |                 |                 |
| 1994.  | Евридики                                  |                                   | 11.               | 51                |                 |                 |                 |
| 1995.  | Алекс Панаги                              |                                   | 9.                | 79                |                 |                 |                 |
| 1996.  | Констандинос Христофору                   |                                   | 9.                | 72                | 15              | 42              |                 |
| 1997.  | Хара & Андреас Констандину                | (Μάνα μου)                        | 5.                | 98                |                 |                 |                 |
| 1998.  | Михалис Хаџијанис                         | (Γένεσις)                         | 11.               | 37                |                 |                 |                 |
| 1999.  | Марлен Ангелиду                           | (Θα 'ναι έρωτας)                  | 22.               | 2                 |                 |                 |                 |
| 2000.  | Војс                                      | (Νόμιζα)                          | 21.               | 8                 |                 |                 |                 |
| 2001.  | Није учествовао                           | Није учествовао                   | Није учествовао   | Није учествовао   | Није учествовао | Није учествовао | Није учествовао |
| 2002.  |                                           |                                   | 6.                | 85                |                 |                 |                 |
| 2003.  | Стелиос Констандас                        |                                   | 20.               | 15                |                 |                 |                 |
| 2004.  | Лиза Андреас                              |                                   | 5.                | 170               | 5.              | 149             |                 |
| 2005.  | Констандинос Христофору                   | (Ελα Ελα)                         | 18.               | 46                | Топ 12 из 2004. | Топ 12 из 2004. |                 |
| 2006.  | Анет Артани                               |                                   | Нису се пласирали | Нису се пласирали | 15.             | 57              |                 |
| 2007.  | Евридики                                  |                                   | Нису се пласирали | Нису се пласирали | 15.             | 65              |                 |
| 2008.  | Евдокија Кади                             |                                   | Нису се пласирали | Нису се пласирали | 15.             | 36              |                 |
| 2009.  | Христина Метакса                          |                                   | Нису се пласирали | Нису се пласирали | 14.             | 32              |                 |
| 2010.  | Џон Лилигрин &                            |                                   | 21.               | 27                | 10.             | 67              |                 |
| 2011.  | Христос Милордос                          | (Σαν άγγελος σ'αγάπησα)           | Нису се пласирали | Нису се пласирали | 18.             | 16              |                 |
| 2012.  | Иви Адаму                                 |                                   | 16.               | 65                | 7.              | 91              |                 |
| 2013.  | Деспина Олимбију                          | ()                                | Нису се пласирали | Нису се пласирали | 15.             | 11              |                 |
| 2014.  | Није учествовао                           | Није учествовао                   | Није учествовао   | Није учествовао   | Није учествовао | Није учествовао | Није учествовао |
| 2015.  | Јанис Карајанис                           |                                   | 22.               | 11                | 6.              | 87              |                 |
| 2016.  | Minus One                                 |                                   | 21.               | 96                | 8.              | 164             |                 |
| 2017.  | Ховиг                                     |                                   | 21.               | 68                | 5.              | 164             |                 |
| 2018.  | Елени Фуреира                             |                                   | 2.                | 436               | 2.              | 262             |                 |
| 2019.  | Тамта                                     |                                   | 13.               | 109               | 9.              | 149             |                 |
| 2020.  | Сандро                                    |                                   | Отказано          | Отказано          | Отказано        | Отказано        |                 |
| 2021.  | Елена Цагрину                             |                                   | 16.               | 94                | 6.              | 170             |                 |
| 2022.  | Андромаха                                 |                                   | Нису се пласирали | Нису се пласирали | 12.             | 63              |                 |
| 2023.  | Андрију Ламбру                            |                                   | 12.               | 126               | 7.              | 94              |                 |
| 2024.  | Силија Капсис                             |                                   | 15.               | 78                | 6.              | 67              |                 |
| 2025.  | Тео Еван                                  |                                   | Нису се пласирали | Нису се пласирали | 11.             | 44              |                 |
| 2026.  |                                           |                                   |                   |                   |                 |                 |                 |

## Историја гласања (1981—2012)
Кипар је највише поена доделио следећим државама:
| #  | Држава               | Бодова |
| -- | -------------------- | ------ |
| 1. | Грчка                | 280    |
| 2. | Шпанија              | 112    |
| 3. | Ирска                | 90     |
| 4. | Уједињено Краљевство | 80     |
| 5  | Француска            | 72     |
| 6. | Русија               | 68     |

Кипар је највише поена добио од следећих земаља:
| #  | Држава               | Бодова |
| -- | -------------------- | ------ |
| 1. | Грчка                | 205    |
| 2. | Уједињено Краљевство | 71     |
| 3. | Малта                | 61     |
| 4. | Финска               | 55     |
| 4. | Данска               | 55     |
| 6. | Југославија          | 52     |

Рачунају се само бодови из финалних вечери.

## Награде и признања
Награда композитора Марсел Безансон
| Година. | Песма | Композитори текст / музика | Извођач      | Финале Резултат | Бод. | Град домаћин |
| ------- | ----- | -------------------------- | ------------ | --------------- | ---- | ------------ |
| 2004.   |       | Мајк Конарис               | Лиза Андреас | 5.              | 170  | Истанбул     |